# Neoperiboeum juanitae
Neoperiboeum juanitae är en skalbaggsart som beskrevs av Chemsak 1991. Neoperiboeum juanitae ingår i släktet Neoperiboeum och familjen långhorningar.
Artens utbredningsområde är Guatemala. Inga underarter finns listade i Catalogue of Life.